# Sargis Safarian
Sargis S. Safarian (* 25. März 1917 in Armenien; † 14. März 2005) war ein armenisch-US-amerikanischer Bauingenieur, bekannt als Experte für Silos aus Stahlbeton.

## Biografie
Safarian studierte am Polytechnikum in Jerewan mit dem Abschluss 1941. Im Deutsch-Sowjetischen Krieg kam er auf die Artillerieschule und war Leutnant in einer in Kasachstan neu aufgestellten Division, zuständig für topographische Aufgaben. Im April 1942 kam er an die Front und geriet im August in deutsche Kriegsgefangenschaft. Durch das armenische Komitee in Berlin konnte er das Kriegsgefangenenlager verlassen und arbeitete bei den Siemens-Schuckert-Werken in Berlin in der Tiefbauabteilung. Er war mit Plänen für ein Wasserkraftwerk an der Donau befasst, als der Krieg zu Ende ging. Safarian gründete eine damals erfolgreiche Spielzeugfabrik in Vaihingen (Stuttgart) mit einem Freund (Kaleidoskope aus den farbigen Glassplittern zerstörter Kirchenfenster). 1949 emigrierte er in die USA. Zunächst arbeitete er für seinen Bürgen, der ihm die Einreise ermöglicht hatte, in einem Lebensmittelgeschäft, dann am Fließband bei General Motors. Bald darauf fand er Anstellung bei einem Bauingenieur, der wie er aus der Sowjetunion kam, wo er die amerikanischen Bauvorschriften erlernte, und bald darauf bei einer der größten Ingenieur- und Architektenbüros von Detroit, Giffels & Vallet. Hier kam er erstmals mit dem Entwurf von Silos aus Stahlbeton in Kontakt. Er zog nach Denver, wo er sich ab 1960 im Ingenieurbüro Ken R. White hauptsächlich mit Silos befasste. Daneben bildete er sich durch Kurse als Ingenieur fort unter anderem an der University of Colorado und bestand die Professional Engineering Examination (PE), wodurch er als selbständiger Ingenieur in den USA arbeiten durfte. Zuletzt war er Vizedirektor der Bauingenieursabteilung bei Ken R. White. 1974 gründete er ein eigenes Ingenieurbüro SMH Engineering.
Die Schäden und Rissbildungen an Silos waren damals für Bauingenieure ein großes Problem zumal eine ständige Nachfrage nach noch größeren Silos bestand. Gleichzeitig war die theoretische Untersuchung noch nicht sehr ausgeprägt. Gleichzeitig mit Safarian oder davor befasste sich Marcel Reimbert mit dem Thema. Safarian begann mit Veröffentlichungen für das American Concrete Institute und trat 1967 deren Komitee ACM 313 für Silos bei und wurde 1969 dessen Vorsitzender. Dort entwickelte er US-Normen für Berechnung und Konstruktion von Silos. Sein Nachfolger als Komiteevorsitzender war Ernest C. Harris, mit dem er auch viel veröffentlichte. Er berechnete hunderte Stahlbetonsilos einschließlich solche mit Spannbeton und vorgefertigten Betonteilen. 1985 trat er dem internationalen Komitee für Spannbeton-Silos des FIP/ISO bei.

## Schriften
- Design and construction of silos and bunkers, Van Nostrand Reinhold 1985
- mit E. C. Harris: Schadensursachen an Stahlbetonsilos in den USA, Beton- und Stahlbetonbau, Band 86, Februar 1991, S. 35–37.